# 圣域 (游戏)
《圣域》是一款于2004年发行的动作角色扮演游戏。本作在世界范围内已销售超过180万份拷贝。本作的资料片《圣域：魔都魅影》于2005年发行。

## 系统

### 角色
游戏开始时，玩家可以在角斗士（Gladiator）、六翼天使（Seraphim）、木精灵（Wood Elf）、战斗法师（Battle Mage）、黑暗精灵（Dark Elf）、吸血鬼（Vampiress）这六种种族中选择一个作为自己角色的种族。

## 评价
在GameRankings上，本作获得了76%以上的好评。在Metacritic上，评论家给出了74/100的评分。